# Mario Michelangeli
Mario Michelangeli (Anagni, 16 marzo 1957) è un politico italiano.

## Biografia
Nato il 16 marzo 1957 ad Anagni, in provincia di Frosinone, si è diplomato all'istituto tecnico per geometri.
Dal 1980 al 1985 ha ricoperto la carica di consigliere della Provincia di Frosinone per il PCI, mentre dal 1983 al 1998 ha assunto quella di consigliere comunale di Anagni. Inoltre è stato anche assessore al Bilancio, Ambiente e Servizi Sociali del comune di Anagni per due consiliature.
Il 6 maggio 1996 è stato eletto alla Camera dei Deputati per la XIII legislatura della Repubblica Italiana nelle liste del Partito della Rifondazione Comunista (da cui si è poi dissociato nell'autunno 1998, confluendo nel Partito dei Comunisti Italiani); rimane deputato fino al 2001, ha lavorato nelle Commissioni Bilancio, Difesa e Politiche Comunitarie, oltre ad essere stato membro della Commissione di Vigilanza sulla Cassa Depositi e Prestiti.
Dal 2001 al 2003 ha svolto l'incarico di assessore ai Servizi Sociali del comune di Pozzuoli; sempre nello stesso periodo è stato Segretario di Federazione per il PdCI a Napoli.
Dal 2005 fino al 2008 (anno in cui il PdCI è uscito dalla giunta regionale) è stato assessore per la Tutela dei consumatori e Semplificazione Amministrativa della Regione Lazio; inoltre è stato Segretario Regionale laziale del PdCI e membro della Direzione Nazionale del partito.